# Martin Gerbert
Martin Gerbert von Hornau, mais conhecido como Martin Gerbert (Horb am Neckar, 11 de agosto de 1720 – St. Blasien, 3 de maio de 1793) foi um erudito alemão que se notabilizou por seus estudos de musicologia, filosofia, história e teologia.
Pertencia a uma família da nobreza alemã. Estudou em Freiburg im Breisgau, em Klingenau e junto aos beneditinos de St. Blasien na Floresta Negra, onde tomou ordens sacras em 1737, sendo ordenado padre em 1744 e no mesmo ano sendo indicado professor de filosofia, e mais tarde de teologia. Entre 1754 e 1764 publicou diversos trabalhos teológicos sobre a Patrística, ao mesmo tempo em que viajou pela Europa em busca de fontes documentais. Em 1764 foi eleito príncipe-abade de St. Blasien , revelando-se um modelo de administrador. Sob o seu governo St. Blasien se tornou um centro de estudos históricos, e ele mesmo fez outras pesquisas nesse campo, publicando Codex epistolaris Rudolphi I., Romani regis (1772) e De Rudolpho Suevico comite de Rhinfelden, duce et rege, deque ejus familia (1785).
Entretanto, seu principal interesse recaía na teologia sacramental, na liturgiologia e na música eclesiástica, publicando De cantu et musica sacra (1774), Monumenta veteris liturgiae Alemannicae (1777) e três volumes de Scriptores ecclesiastici de musica sacra (1784), que a despeito de vários erros foram de fundamental importância para o estudo moderno da música medieval. Como príncipe do Sacro Império, era leal à Casa da Áustria, mas como beneditino se opôs às reformas religiosas de José II, assumindo contudo uma posição conciliadora.